# Continuous
Continuous — друга студійний альбом німецького гурту «Celebrate The Nun», який було презентовано 1 вересня 1991 року.
Всі пісні написанні Celebrate The Nun.

## Композиції
1. «Patience» — 3:30
2. «Falling Rain» — 3:37
3. «A Kind of Tragedy» — 3:40
4. «Love Comes as a Surprise» — 3:38
5. «Distance» — 3:52
6. «Change» — 3:26
7. «You Make Me Wonder» — 3:52
8. «One More Time» — 3:41
9. «Go On» — 4:06
10. «I Believe» — 3:16
11. «Waiting» — 3:36

## Музиканти
- H.P. Baxxter — вокал
- Rick J. Jordan — Синтезатор
- Britt Maxime — Ударна установка

## Виноски
1. ↑  Огляд на All Music Guide
2. ↑  www.thesecondfuture.net [Архівовано 3 вересня 2012 у Wayback Machine.]